# Henry P. Newman

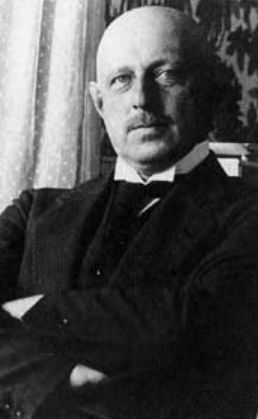
Henry P. Newman, 1905

Henry Percy Newman (* 9. Januar 1868 in Altona; † 7. Februar 1917 in Berlin) war ein deutscher Kaufmann und Kunstsammler. Der aus einer Bankiersfamilie stammende Unternehmer gehörte zu den führenden Getreideimporteuren im Deutschen Reich. Seine bedeutende Kunstsammlung umfasste Werke der französischen Impressionisten und Arbeiten zeitgenössischer deutscher Künstler. 

## Leben
Die Vorfahren von Henry P. Newman stammten väterlicherseits aus England und hatten ihr Vermögen im Seehandel erlangt. Sein Vater Henry L. Newman (1813–1897), Sohn eines englischen Konsuls, war seit 1845 Teilhaber des Bankhauses Hesse (später Hesse Newman) und heiratete die Bankierstochter Mary Hesse. Aus dieser Ehe ging als zweiter Sohn der 1868 in Altona geborene Henry P. Newman hervor. 
Seine berufliche Karriere begann Henry P. Newman im elterlichen Bankhaus und schloss dort seine Lehre ab. Im Alter von 28 Jahren machte er sich 1896 als Getreidehändler und Merchant Banker selbständig und leitete das Getreide-Agentur- und Kommissionsgeschäft HP Newman, ein Unternehmen, das schon bald zu den führenden Getreideimporteuren des Deutschen Reiches gehörte.
1890 heiratete er Maria von Düring, genannt Mariechen. Das Paar zog 1893 in ein herrschaftliches Haus in der Fontenay-Allee Nr. 7. Heute steht an dieser Stelle das Hotel InterContinental. Das Grundstück reichte seinerzeit bis an die Alster und verfügte über einen eigenen Tennisplatz. Im Haus empfingen die Newmans zahlreiche namhafte Gäste, darunter den Dichter Richard Dehmel und seine Frau Ida Dehmel. Für ihre Sommeraufenthalte nutzten die Newmans zunächst das Landhaus Newman in Nienstedten, bevor sie 1905 ein Grundstück in Hittfeld erwarben und dort das Haus Sunderberg errichten ließen. Hier gehörte Alfred Lichtwark, der damalige Direktor der Hamburger Kunsthalle, zu Newmans Nachbarn. Lichtwark gehörte zu Newmans Freunden und beriet ihn beim Aufbau seiner Kunstsammlung. Gemeinsam reisten sie nach Paris, wo sie den Louvre besuchten und private Kunstsammlungen – beispielsweise die von Henri Rouart – ansahen. Eine weitere Freundschaft verband Newman mit dem im Nachbarort Eddelsen wohnenden Maler Leopold von Kalckreuth, der wiederholt die Kinder von Newman porträtierte.

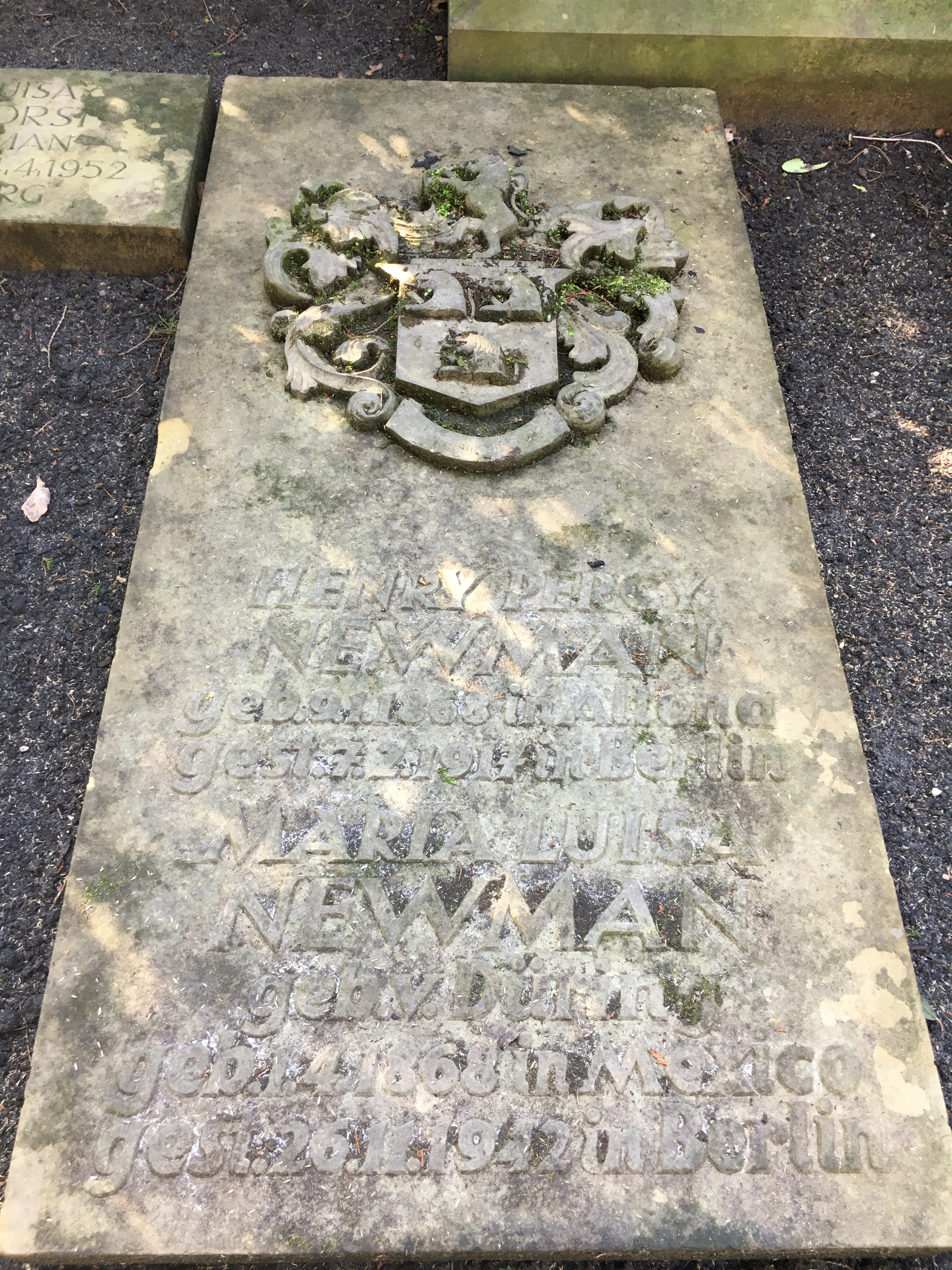
Grabstätte Henry P. Newman auf dem Friedhof Ohlsdorf

Henry P. Newman gehörte zu den Mitbegründern der Hamburgischen Wissenschaftlichen Stiftung und stand politisch einige Zeit den Ideen Friedrich Naumanns nahe. 1914 stieg er zum Experten der kaiserlichen Regierung in Getreidefragen auf und beriet die Kriegsrohstoffabteilung unter Walther Rathenau. Im Laufe des Ersten Weltkrieges rückte Newman immer mehr ins nationalistische Lager und sprach sich wiederholt für einen uneingeschränkten U-Boot-Krieg aus. Zudem stiftete er einen eigenen Lazarettzug, den er teilweise mit seiner Frau begleitete. Newman starb 1917 in Berlin. Seine Tochter Leonore heiratete 1919 den späteren SS-Gruppenführer und Generalleutnant der Waffen-SS Karl von Fischer-Treuenfeld.
Seine letzte Ruhestätte fand Henry P. Newman auf dem Hamburger Friedhof Ohlsdorf. Das Grab befindet sich im Planquadrat AA 16 westlich des Nordteichs.

## Kunstsammlung
Beim Aufbau seiner rund 40 Ölbilder und Pastelle umfassenden Kunstsammlung nahm Henry P. Newman neben dem Rat von Kunsthallendirektor Alfred Lichtwark auch die Expertise des Kunsthistorikers Emil Waldmann in Anspruch. Werke des französischen Impressionismus bezog Newman über den Berliner Galeristen Paul Cassirer. Hierzu gehörten eine Ansicht der Waterloo Bridge und die Gartenlandschaft Le repos dans le jardin, Argenteuil von Claude Monet, das Pastell Tänzerin, sich die Sandale bindend von Edgar Degas und Édouard Manets Stillleben Nüsse und Äpfel in einer Schale. Von Manet stammte auch das teuerste Stück der Sammlung, Die Badenden, für die Cassirer 1914 60.000 Mark verlangte. Newman gab daraufhin Monets Waterloo Bridge für 40.000 Mark in Zahlung und bezahlte den Restpreis von 20.000 Mark. Zu den weiteren Werken französischer Künstler in der Sammlung gehörten Moulin de Bonnevaux von Gustave Courbet und Provençalische Landschaft mit rotem Dach sowie Kastanienbäume im Park des Jas de Bouffan von Paul Cézanne. Zudem besaß Newman das Gemälde Topf mit Zinnien von Vincent van Gogh und von Ferdinand Hodler Holzfäller und Waldinneres in Reichenbach. Auf Empfehlung des Hamburger Landgerichtsdirektors und Kunstkritikers Gustav Schiefler kamen zudem die Gemälde Seelandschaft und Dorfstraße von Edvard Munch in Newmans Sammlung. 
Gelegentlich kaufte Newman Bilder während seiner Reisen, so beispielsweise 1913 in der Modernen Galerie von Heinrich Thannhauser in München das Gemälde Schimmel im Grünen von  Fritz von Uhde. Vom selben Maler besaß er zudem die Studie … und werdet wie die Kinder … nach Mt 18,3 . Zu den weiteren Werken deutscher Künstler in der Sammlung gehörten Landschaft bei Bernau von Hans Thoma, Schneebild von Hans Olde und Schloß Hemsbach sowie Blick auf Kloster Frauenchiemsee von Wilhelm Trübner. Persönlich bekannt war Newman mit Ludwig von Hofmann, der ihn 1904 in Hamburg besuchte. Seine Bilder Reiter am Strande und Frühling gehörten ebenfalls zur Sammlung. Darüber hinaus gab Newman Bilder bei jungen Hamburger Künstlern in Auftrag, mit denen er bekannt oder befreundet war. Zudem kaufte er in der Hamburger Kunsthandlung Commeter Arbeiten dieser Künstler. Auf diese Weise kamen das Landschaftsbild Alstertal von Ernst Eitner oder Schafe, Enten und das Doppelporträt Henry Hartwig und Isa Newman von Julius von Ehren in die Sammlung, aber auch Arbeiten von Arthur Siebelist und Julius Wohlers. Während Newman die meisten Bilder der Hamburger Künstler wieder verkaufte, behielt er bis zu seinem Tod die Gemälde seines Freundes Leopold von Kalckreuth. Hierzu gehörten Der Maler Gamper, Cello spielend, Abend auf dem Altan und Eddelsener Garten im Mai, sowie die Verwandtenbildnisse Porträt Henry Hartwig Newman, Maria Louisa Newman als Kind und Maria Louisa Newman als junge Frau.
Den größten Werkblock besaß Newman von Max Liebermann. Beide verband eine freundschaftliche Beziehung und Liebermann war wiederholt zu Besuch im Hause Newman. 1910 schuf Liebermann ein Porträt von der Ehefrau Maria Newman, dem im Jahr zuvor eine Ölstudie voraus ging. Das Porträt Henry Percy Newman begann Liebermann kurz bevor der Dargestellte 1917 starb. Weitere Liebermannwerke in der Sammlung waren Corso auf den Monte Pincio, Gartenbank unter dem Kastanienbaum, Garten in Noordweijk-Binnen, Jäger in den Dünen bei Noordwijk, Ziegenhirtin in den Dünen, Die Blumenterrasse im Wannseegarten nach Nordwesten, Der Nutzgarten nach Nordwesten sowie eine Version von Der Papageienmann und die Pastelle Unter den Linden und Pferdeknechte am Strand.

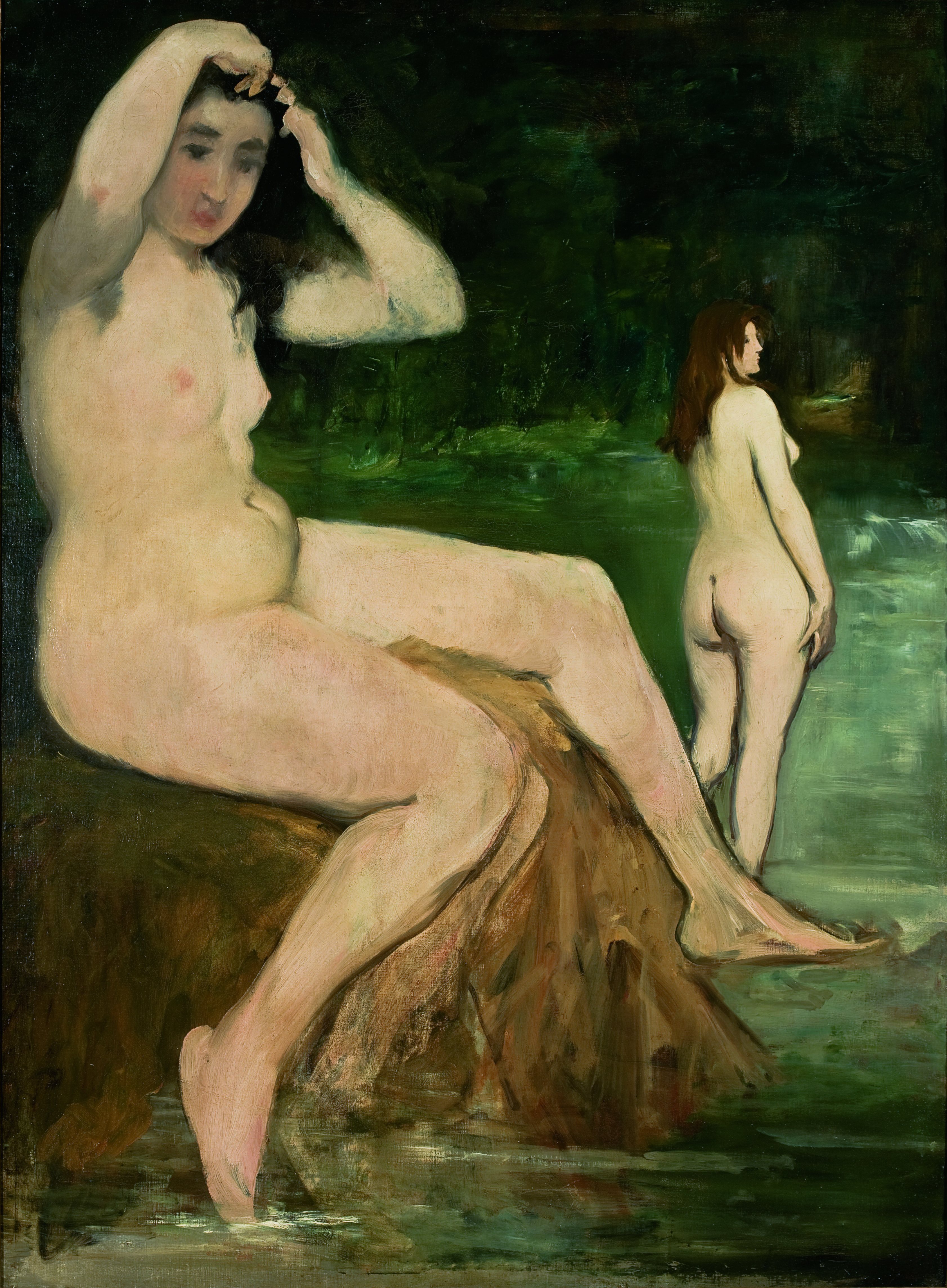
Édouard Manet: Die Badenden
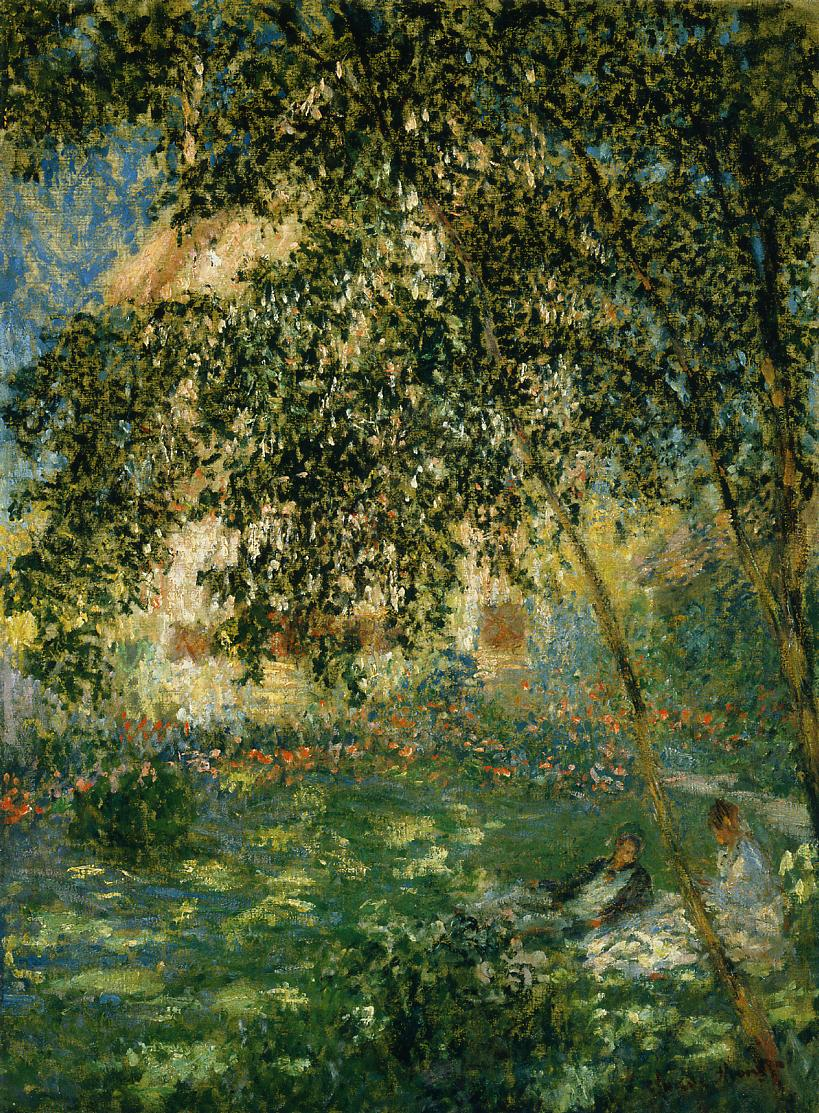
Claude Monet: Le repos dans le jardin, Argenteuil
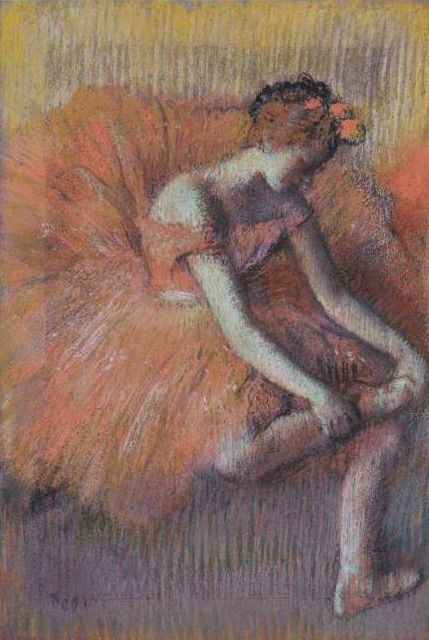
Edgar Degas: Tänzerin, sich die Sandale bindend
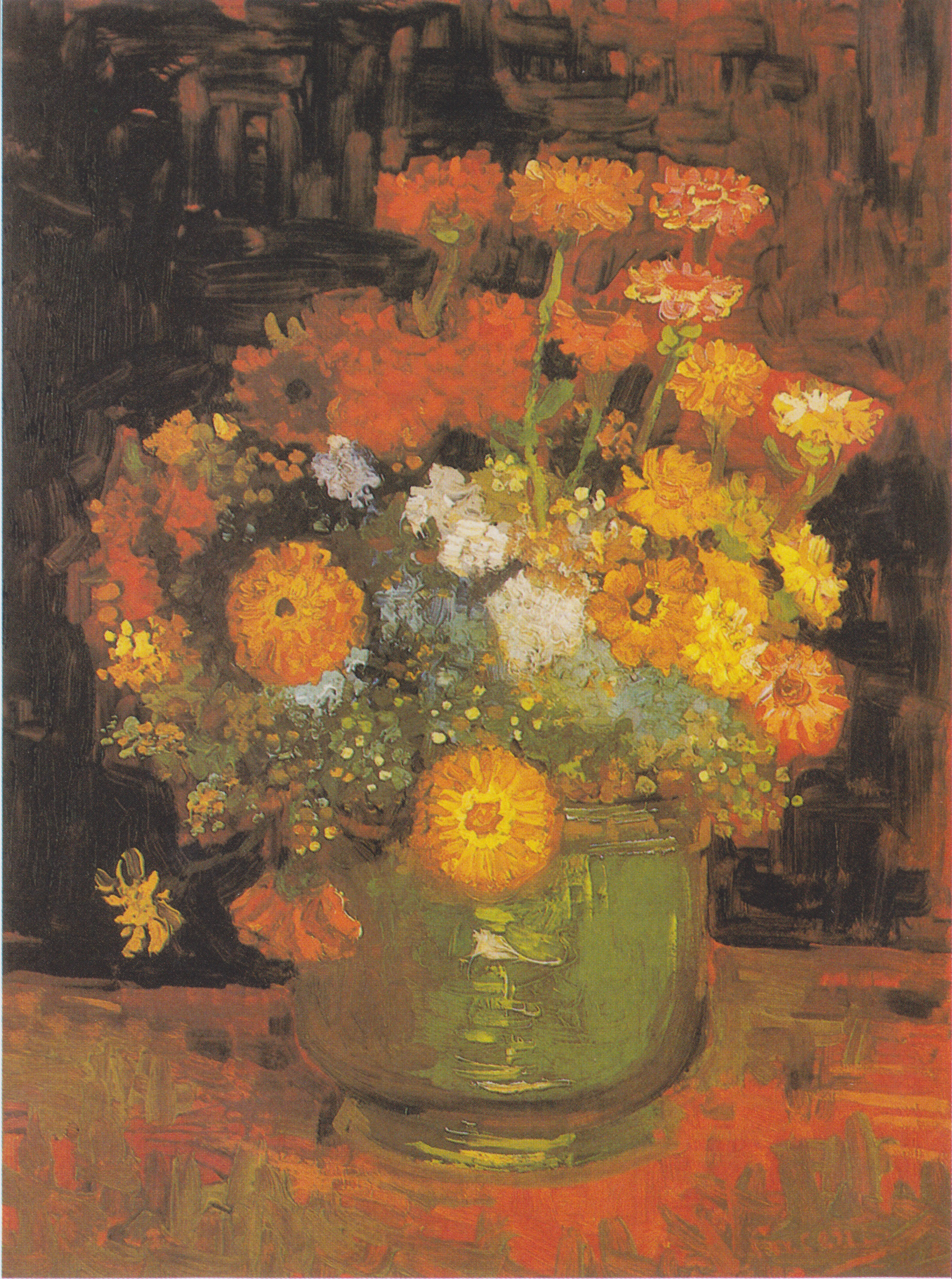
Vincent van Gogh: Vase mit Zinnien
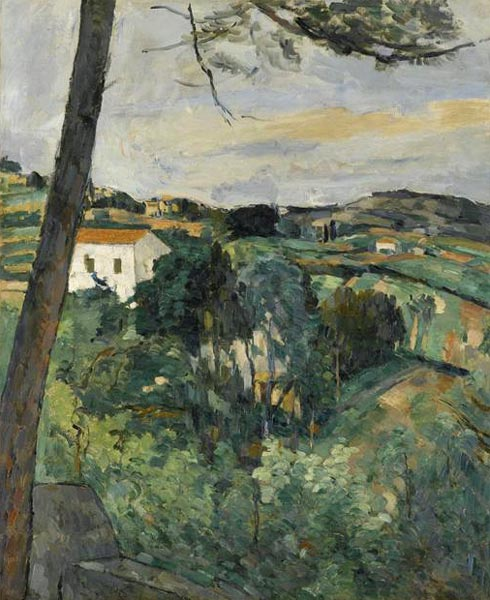
Paul Cézanne: Provençalische Landschaft mit rotem Dach

Maria Newman lagerte 1940 einige Bilder der Sammlung vorsorglich in den Tresor einer Berliner Bank ein. 1945 kam es zur Plünderung des Tresores und  mehrere der Kunstwerke sind bis heute verschollen. Andere Bilder tauchten später auf dem Kunstmarkt wieder auf, ohne dass die Erben hiervon Kenntnis erlangten. So befindet sich Ferdinand Hodlers Waldinneres bei Reichenbach heute im Rektorat der Universität Zürich. Da diese das Bild 1954 in gutem Glauben erworben hatte, ist die Eigentumsfrage bis heute ungeklärt. Zwei andere Gemälde – Degas Tänzerin und Monets Gartenbild – befanden sich später als Schenkung im Metropolitan Museum in New York. Nach finanzieller Einigung mit den Newman-Erben kam es zur Versteigerung der Bilder. Weitere Kunstwerke verkauften die Erben in den Jahrzehnten nach dem Zweiten Weltkrieg. So gelangte beispielsweise Manets Die Badenden ins Museu de Arte de São Paulo. Andere Bilder, wie das Porträt Maria Newman von Max Liebermann, sind bis heute in Familienbesitz.